# Parafia św. Apostołów Piotra i Pawła w Terebiniu
Parafia Świętych Apostołów Piotra i Pawła w Terebiniu – parafia rzymskokatolicka znajdująca się w dekanacie Hrubieszów-Południe, w diecezji zamojsko-lubaczowskiej. 
Parafia została erygowana 3 kwietnia 1990 roku.
Do parafii należą wierni z następujących miejscowości: Terebiń, Terebiniec (część).
Liczba mieszkańców: 740.

## Proboszczowie parafii
- 1990–1998 – ks. Bolesław Michalski
- 1998–2005 – ks. Zenon Góra
- 2005–2006 – ks. Jacek Rak
- 2006–2008 – ks. Jarosław Ziarkiewicz
- 2008–nadal – ks. Wiesław Zborowski